# Galambos (nádraží)
Galambos je železniční stanice v maďarské obci Petőfiszállás, která se nachází v župě Bács-Kiskun. Stanice byla otevřena v roce 1912, kdy byla zprovozněna trať mezi Kiskunmajsou a Kiskunfélegyházou.

## Provozní informace
Stanice má 1 nástupiště a 2 nástupní hrany. Ve stanici není možnost zakoupení si jízdenky a je elektrifikovaná střídavým proudem 25 kV, 50 Hz. Provozuje ji společnost MÁV.

## Doprava
Zastavují zde pouze osobní vlaky, které jezdí trasu Baja–Kiskunfélegyáza–Kecskemét.

## Tratě
Stanicí prochází tato trať:
- Kiskunhalas–Kiskunfélegyháza (MÁV 155)